# Jasper Mikkers
Jasper Jacobus Johannes Maria Mikkers (Oerle, 3 januari 1948) is een Nederlandse schrijver en dichter. Behalve onder eigen naam publiceert hij literair werk onder de pseudoniemen Tymen Trolsky en Artur Raven.

## Levensloop

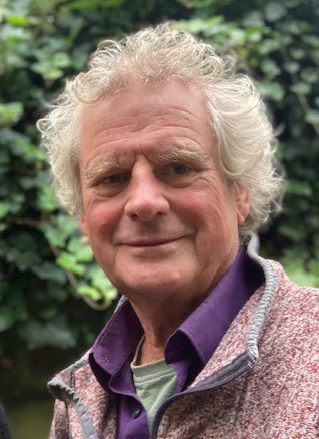
Jasper Mikkers in 2024

Mikkers werd geboren in Oerle (Nederland) en groeide op in Liempde. In 1961 ging hij naar het Seminarie Paters Kapucijnen (een kostschool) in Oosterhout, waar hij in 1968 zijn gymnasiumdiploma haalde. Na een studie rechten en MO Nederlands werd hij docent.
Jasper Mikkers debuteerde onder het pseudoniem Tymen Trolsky in 1974 bij uitgeverij De Bezige Bij. Na een productieve periode in de jaren 70 lag Mikkers vanaf 1976 stil. In 1990 verscheen - onder zijn echte naam - De weg van de regen, waarmee zijn literaire productie weer op gang kwam.
Van augustus 2013 tot augustus 2015 was Mikkers de officiële stadsdichter van Tilburg.
In 2018 ging Dichter tegen de tijd in première. Deze documentaire over Mikkers is geregisseerd door Annelotte Verhaagen en geproduceerd door John Albert Jansen van Oogland Filmproducties, mede mogelijk gemaakt door Omroep Brabant (Nederland).

## Literair werk
De onder pseudoniem 'Tymen Trolsky' geschreven gedichten worden geschaard onder de Neoromantiek, vooral de gedichten in de bundel Liederen van weemoed, wanhoop en waanzin. Ze zijn te typeren als een verlangen naar iets groots, meestal de liefde. Het gewone leven is te gewoon, er moet iets groters zijn. Over deze tweespalt gaan de gedichten van Trolsky: 'De spanning ontstaat vaak doordat Trolsky achter de gewone voorvallen en de dagelijkse dingen verschrikkingen en de innerlijke panieken blootlegt, die zijn liefdeleven onrustig begeleiden; daarbij spelen de doodsgedachte en het daardoor opgeroepen verdriet een grote rol.' Niet iedereen kan deze gedichten waarderen, criticus Jan van der Vegt zegt over de stijl van Trolsky: 'de woordkeus is tè onnozel, het rijm tè onhandig en zelfs de zinsbouw is ontspoord'. Het gevolg is dat de lezer niet weet in hoeverre Mikkers / Trolsky serieus is, of dat het allemaal slechts een literair spel is.
Ook de gedichten in de bundel We zijn al lang onderweg hebben het verlangen als thema, maar dan meer over het verlangen te reizen. Volgens Bert van Weenen 'vertelt Mikkers een universeel verhaal, wat je ook kunt zien aan de gebruikte locaties: China, Rusland (Mongolië), Griekenland, enz.' Van Weenen merkt op dat het universele en het persoonlijke elkaar raken.
Het proza van Mikkers / Trolsky sluit aan bij zijn poëzie. De roman Hyacintha en Pasceline heeft, volgens Cees van Raak een bijzondere stijl, met 'het wonderlijke, voor sommigen irritante taalgebruik, lyrisch, vol adjectieven en bewuste clichés, zozeer zelfs dat de overdrevenheid wel naar een vette ironische knipoog moet wijzen.' Het effect is, net als in de gedichten, dat de vraag opgeroepen wordt in hoeverre de lezer te maken heeft met een serieuze neoromanticus, of met een parodistische. De roman Aliesje wordt op min of meer dezelfde wijze gerecenseerd door P.M. Reinders: 'Het mysterieuze zit eerder in de merkwaardige mengeling van kitsch en echtheid, van parodie en ernst, van pastiche en originaliteit waaruit zijn werk bestaat.'
Ook recensent Jaap Goedegebuure vindt de stijl van Mikkers overdreven en daarom niet als echte literatuur serieus te nemen: 'Er is meer dat De weg van de regen tot een intens provinciaal, benepen boek maakt. Ik denk vooral aan de snoeverige zelfingenomenheid waarmee Mikkers zich in de spiegel van zijn autobiografisch proza bekijkt. Het is alsof er een monsterlijk groot reclamebord van Marlboro of Camel op je afkomt. Hier spreekt het stoerste jongetje uit de klas.' Er zijn ook critici die wel van Mikkers' stijl houden, zoals Ton Boogaard, hij vindt dat 'Jasper Mikkers kan schrijven. De weg van de regen is een spannend boek. Er staat veel in en veel daarvan zal je niet licht vergeten.'
In de roman De kleine jongen en de rivier is er geen sprake meer van een parodistische insteek, omdat (volgens Elsbeth Etty) Mikkers 'de nodige terughoudendheid in het uitmeten van plattelandsromantiek' toont. Ook Jeroen Vullings valt de eerlijkheid op, Mikkers heeft de ironie en de neiging tot parodie achter zich gelaten: 'Onderlinge vriend- en vijandschappen, expedities in de omringende velden, weiden en bossen, wreedheid jegens dieren zijn met oog voor detail en ongeromantiseerd weergegeven. Het denkbeeld dat het in Nederland vroeger pais en vree was onder jongeren en dat al die Amerikaanse toestanden - bendevorming, vechtpartijen, wapens mee naar school - hier niet voorkwamen, wordt duchtig ondergraven door De kleine jongen en de rivier: Mikkers' dorpsjeugd beschikt over een adequate dosis street credibility.'
In 1980 begon Mikkers aan zijn romancyclus Het wolfsbit. Er verschenen vier delen, daarna viel het werk stil. In 2020 besloot hij de cyclus toch te voltooien. De verschenen delen werden herdrukt, sommige fors werden uitgebreid. De cyclus zal uiteindelijk acht delen tellen. Een belangrijk thema van Het Wolfsbit is autoriteit en het verzet daartegen. Het vierde deel van de cyclus (Jonge beloften) is volgens recensent Hein van Kemenade 'een echte Bildungsroman' waarin 'wordt gediscussieerd over opvattingen over kunst.' Ondanks dat het boek zich duidelijk afspeelt in de jaren 70 van de 20e eeuw is het boek 'meer een ideeën-roman dan een kroniek.'

## Trivia
Jasper Mikkers is een personage in de roman Abstracte compositie in wit van Bas Jongenelen. Dat personage is een ijdele dichter die zich overdreven kleurrijk kleedt: 'Jasper Mikkers kwam binnen, een wapperend groen pochet in zijn paarse jasje, de gele stropdas nonchalant geknoopt.'